# Kiczenica
Kiczenica (bułg. Киченица) – wieś w Bułgarii, w obwodzie Razgrad, w gminie Razgrad. W 2023 roku liczyła 771 mieszkańców.